# Прессер, Габор
Габор Прессер (венг. Presser Gábor; род. 27 мая 1948, Будапешт) — венгерский рок-музыкант (клавишник, вокалист), композитор, известный как участник группы Omega (1967—1971) и основатель супергруппы Locomotiv GT (1971). Заслуженный артист Венгрии. Лауреат Национальной премии имени Кошута (2013) и Премии имени Ференца Эркеля (1977). Почётный гражданин Будапешта (2023).

## Биография
Родился в 1948 году в Будапеште в еврейской семье. Его отец Геза Прессер (1901—1971) занимался торговлей птицей на крытом рынке Klauzál tér (где сын после уроков помогал ему), мать Эльвира Урман (1910—2004) была домохозяйкой. Обучался игре на фортепиано с четырёхлетнего возраста. После окончания начальной школы поступил в Музыкальную школу имени Белы Бартока и начал подрабатывать аккомпаниатором на танцплощадках. Соседом семьи Прессер был пианист Режё Шереш, который поддержал ранний интерес Габора к композиции.
Поначалу музыкальные интересы Прессера ограничивались классической музыкой, но после того как его одноклассник Тамаш Михай (в будущем бас-гитарист группы Omega) пригласил его на концерт группы Scampolo, в которой он тогда играл, Прессер заинтересовался современной эстрадой. В 1967 году он стал клавишником и основным композитором Omega, которая до того исполняла кавер-версии иностранных хитов. Omega тогда экспериментировала с составом, который обходился без гитариста, но включал двух клавишников (пока в составе группы в 1968 году не появился наконец гитарист Дьёрдь Молнар). Прессер на некоторое время покинул группу, играл в Scampolo и сочинял песни для Ласло Комара, но перед первым британским турне Omega в 1968 году вновь занял место за клавишными. Габор Прессер был основным композитором на первых трёх альбомах коллектива и один из её вокалистов, среди прочего автор одной из самых известных композиций группы — Gyöngyhajú lány, которая является основой хита группы Scorpions 1994 года «White dove».
В 1971 году Габор Прессер окончательно покинул Омегу и основал собственную группу Locomotiv GT, в которую вошли также басист Карой Френрейс, гитарист Тамаш Барта и барабанщик Йожеф Лаукс. Таким образом, Locomotiv GT стал первой венгерской супергруппой. Прессер был основным композитором группы. В 1973 году бас-гитаристом группы стал Тамаш Шомло и к 1977 году Габор Прессер остался в Locomotiv GT единственным из первых участников группы.
Помимо работы в группе, Прессер написал для Театра комедии на основе повести Тибора Дери мюзикл «Képzelt riport egy amerikai popfesztiválról» (1973), который пользовался значительным успехом и позже вышел на грампластинке. В результате Прессеру заказали ещё несколько постановок и в 1978 году он стал музыкальным директором этого театра (а в 1995 году вёл в театре также собственное вечернее шоу). В 1982 году Прессер выпустил свой первый сольный альбом «Electromantic», включивший написанную им электронную музыку для балета «Репетиция». Начиная с 1970-х годов Габор Прессер писал также песни для многих эстрадных исполнителей, в том числе Шарлоты Залатнаи, Ференца Демьена, Андраша Керна, Дьюлы Викидала, Зорана Стевановича, Кати Ковач, Клари Катона, Шандора Ревеса, Магди Ружи и Ибойи Олах.
В 1988 году Прессер написал новый мюзикл «A padlás» (Чердак), в 1996 году выпустил сольный альбом «Kis történetek» (Короткие истории). Два последних студийных альбома Locomotiv GT вышли в 1997 и 2002 годах и группа иногда принимала участие в музыкальных фестивалях и выступала с концертами пока окончательно не объявила о распаде после смерти Тамаша Шомло в 2016 году. В 2011, 2015 и 2017 годах вышли новые сольные альбомы музыканта. Кроме того, он принял участие в записи новых альбомов Omega.
В 2014 году Прессер был удостоен ордена Заслуг.

## Дискография
- Список композиций Габора Прессера

### Omega
- Trombitás Frédi és a rettenetes emberek (1968)
- Red Star from Hungary (1968)
- 10000 lépés (1969)
- Ten Thousand Paces kiadatlan (1970)
- Éjszakai országút (1970)
- Kisstadion ’80 (1980)
- Ezüst eső — Vizesblokk (1994)
- A változás szele — Szárazblokk (1994)
- Trans and Dance (1995)
- Transcendent (1996)
- K O N C E Rt (1999)
- Tower of Babel maxi (2004)

### Locomotiv GT
- Locomotiv GT (1971)
- Ringasd el magad (1972)
- Bummm! (1973)
- Kepzelt riport egy Amerikai pop-fesztivalrol osszes dalai (мюзикл, 1973)
- Locomotiv GT (1974) aka London 1973 (2001)
- All Aboard kiadatlan (1975)
- Mindig magasabbra (1975)
- In Warsaw (1975)
- Locomotiv GT V. (1976)
- Locomotiv GT (1976) aka Motor City Rock (1978)
- Zene — Mindenki másképp csinálja (1977)
- Mindenki (1978)
- Annyi mindent nem szerettem dupla kislemez EP (1979)
- Todos (1980)
- Locomotiv GT aka Budapest (1980)
- Kisstadion ’80 (1980)
- Loksi (1980)
- Locomotiv GT X. (1982)
- Too Long (1983)
- Azalbummm (1983)
- Első magyar óriás kislemez maxi (1984)
- Ellenfél nélkül (1984)
- Boxing kiadatlan (1985)
- '74 USA — New Yorktól Los Angelesig (1988)
- Zörr (1992)
- A Locomotiv GT összes kislemeze (1992)
- Búcsúkoncert (album) (1992)
- 424 — Mozdonyopera (1997)
- A fiúk a kocsmába mentek (2002)
- Sziget 2007 maxi (2007)

### Сольные альбомы
- Electromantic (1982)
- Electromantic — Extra változat 1982, 1987—1989 (1993)
- Csak dalok (1994)
- Kis történetek (1996)
- Angyalok és emberek (2000)
- Dalok régről és nemrégről — Koncert 2001 (2003)
- T12enkettő (2006)
- 1 óra az 1 koncertből (2009)
- Rutinglitang (Egy zenemasiniszta); Parti Nagy Lajos Poetry (2011)
- 13 dalunk (с Marian Falusi) (2017)
- Best of Presser Gábor: LGT válogatás I (2023)
- Best of Presser Gábor: LGT válogatás II (2023)
- Best of Presser Gábor — Szerzői válogatás I (2023)
- Best of Presser Gábor: Szerzői válogatás II (2023)

### С другими исполнителями
Шарлота Залатнаи
- Álmodj velem (1972)

Кати Ковач
- Kovács Kati és a Locomotiv GT (1974)
- Közel a Naphoz (1976)
- Rock and roller — válogatás (1976)
- Kati — néhány dal (1976, NDK)

Зоран Стеванович
- Zorán (1977)
- Zorán II (1978)
- Zorán III (1979)
- Tizenegy dal (1982)
- Szép holnap (1987)
- Az élet dolgai (1991)
- Majd egyszer (1995)
- 1997 (1997)
- Az ablak mellett (1999)
- Így alakult (2001)
- Közös szavakból (2006)
- Körtánc-Kóló (2011)

Клари Катона
- Titkaim (1981)
- Katona Klári (1984)
- Éjszakai üzenet (1986)
- Mozi (1989)

Ибойя Олах
- Voltam Ibojka (2018)

Магди Ружа
- Lélekcirkusz (2019)